# Em Tua Presença (álbum de Paulo César Baruk)
Em Tua Presença é o segundo álbum de estúdio do cantor Paulo César Baruk, lançado em 1999 pela gravadora Bompastor.

## Faixas
1. Festa
2. Santo, Santo, Santo
3. O Choro
4. Dê Graças
5. Pequena Luz
6. A Voz do Senhor
7. Amor Igual Não Há
8. Alegria
9. A Minh’Alma
10. Quando Entro em Tua Presença